# Марино (Ілішевський район)
Ма́рино (рос. Марино, башк. Марин) — присілок у складі Ілішевського району Башкортостану, Росія. Входить до складу Андрієвської сільської ради.
Населення — 155 осіб (2010; 186 у 2002).
Національний склад:
- марійці — 81 %